# Congo (Genesis)
Congo is een nummer van de Britse band Genesis uit 1997. Het is de eerste single van hun vijftiende studioalbum Calling All Stations.
"Congo" was het eerste Genenisnummer met Ray Wilson als leadzanger, en de eerste zonder Phil Collins. De plaat betekende de comeback van de band na een pauze van vijf jaar. Het nummer gaat over een man die niet met zijn vrouw overweg kan in diens relatie. De twee willen van elkaar af en proberen daarom zo afstandelijk mogelijk van elkaar te leven; "Send me to Congo" is een Engelse uitdrukking voor dit geval. 
Het nummer werd een bescheiden hit in het Verenigd Koninkrijk, Canada, Hongarije en het Duitse taalgebied. Het bereikte de 29e positie in het Verenigd Koninkrijk. Hiermee was het de laatste hit voor Genesis. In het Nederlandse taalgebied bereikte het nummer geen hitlijsten.